# Photoscotosia atrophicata
Photoscotosia atrophicata är en fjärilsart som beskrevs av Xue 1988. Photoscotosia atrophicata ingår i släktet Photoscotosia och familjen mätare. Inga underarter finns listade i Catalogue of Life.